# Alcatel One Touch Fire
Das Alcatel One Touch Fire ist das erste Smartphone der Marke Alcatel OneTouch mit Firefox OS.
Das Fire wurde im Februar 2013 auf dem Mobile World Congress in Barcelona mit Firefox OS 1.0.1 vorgestellt. Das neue Betriebssystem wirkte nun fast fertiggestellt und konnte auf dem Fire getestet werden, ruckelte aber noch.
Mitte Juli 2013 begann der Verkauf des Fire in Polen durch T-Mobile Polska. Anfang August 2013 brachte Telefónica das Gerät in Kolumbien und Venezuela auf den Markt. Mitte Oktober 2013 begann Congstar seinen Verkauf als erstes Smartphone mit Firefox OS in Deutschland.

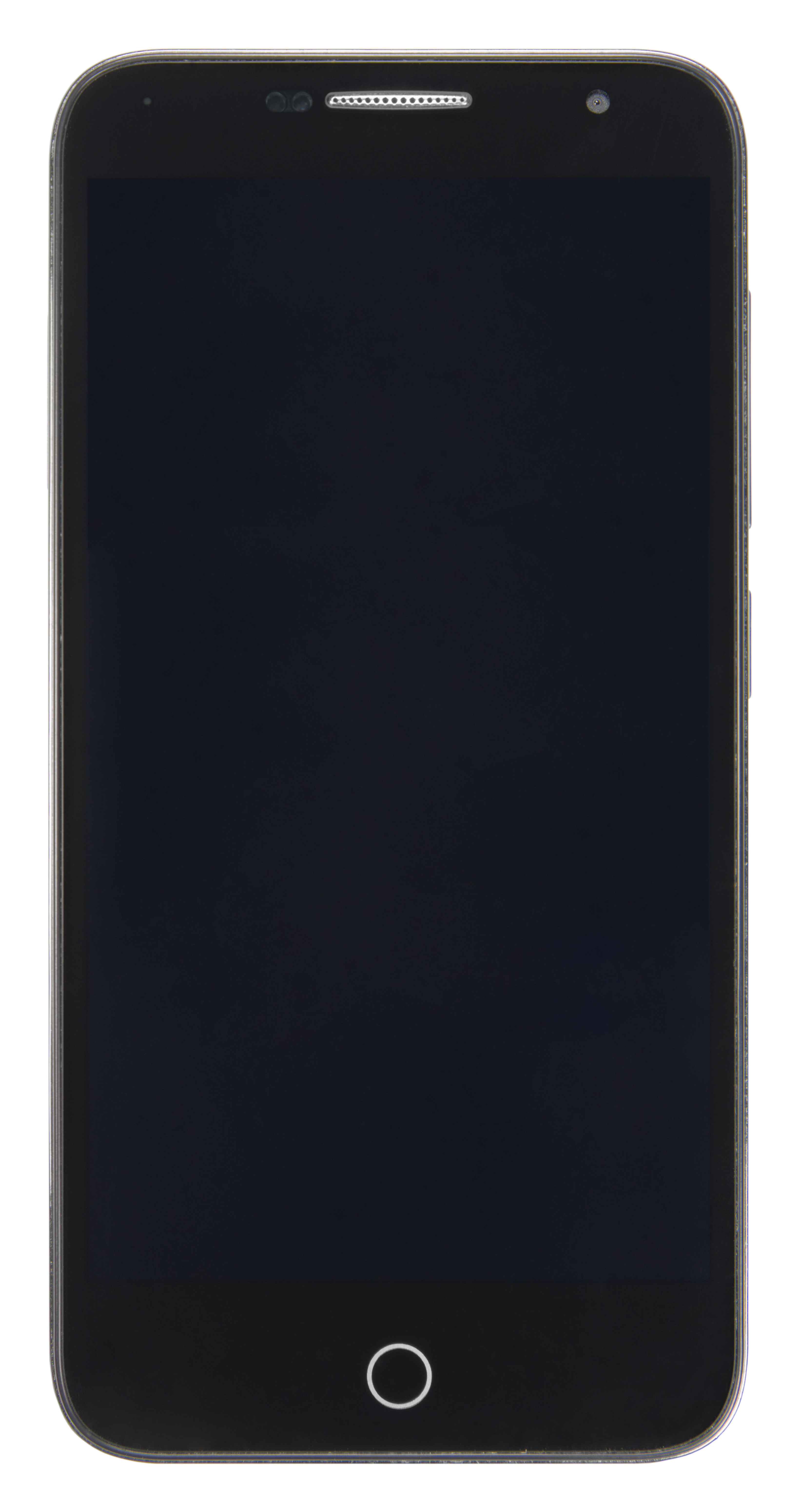
Das 2014 veröffentlichte One Touch Fire E

Im Jahr 2014 wurde aus dem Alcatel OneTouch Fire eine gleichnamige Produktgruppe des Herstellers, bestehend aus Alcatel OneTouch Fire C und  Fire E. Ein lange angekündigtes Fire S ist nie erschienen.